# Spermacoce ipecacuana
Spermacoce ipecacuana là một loài thực vật có hoa trong họ Thiến thảo. Loài này được Larrañaga miêu tả khoa học đầu tiên năm 1923.